# 恰卡拉卡

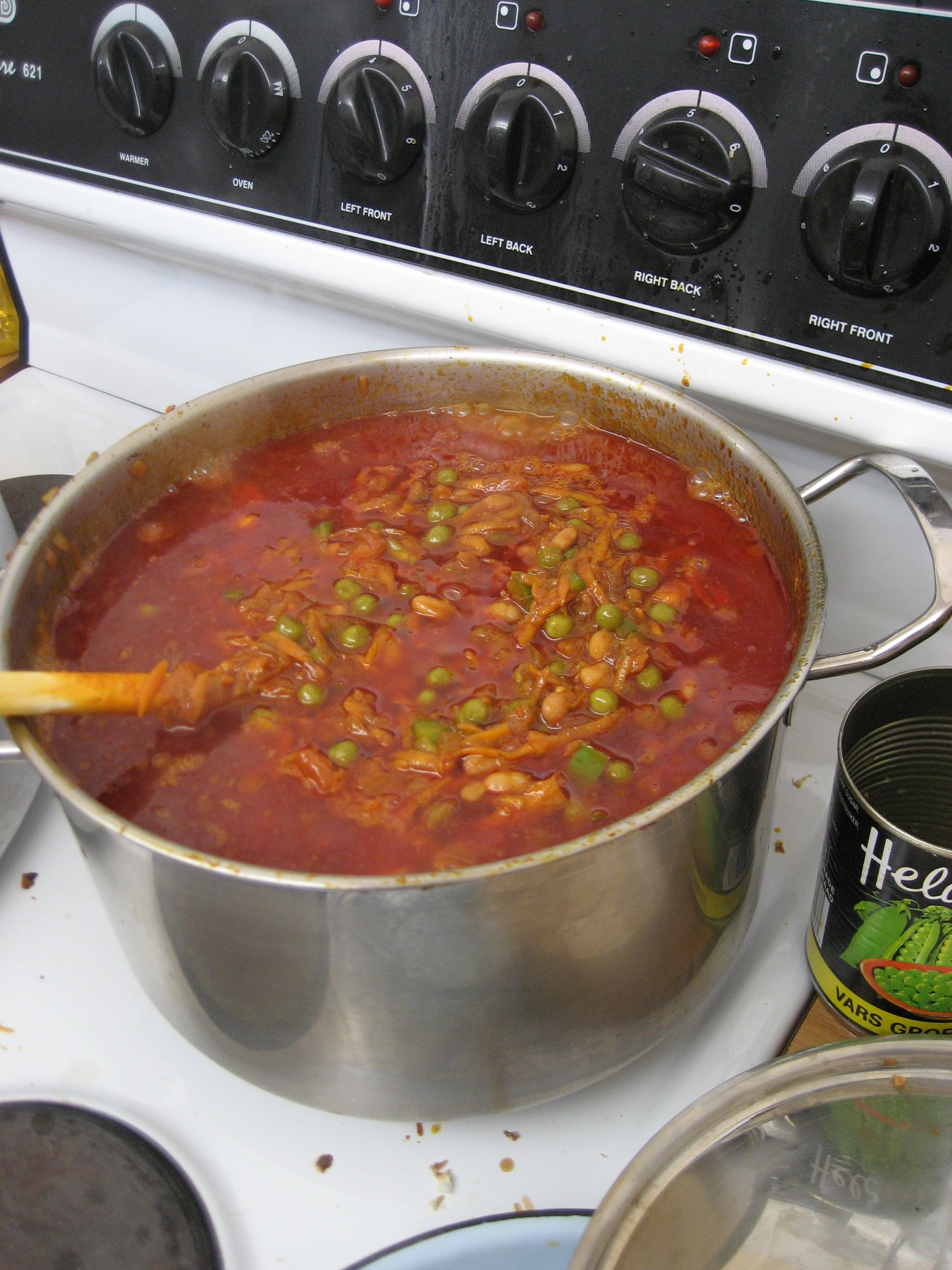
恰卡拉卡

恰卡拉卡（Chakalaka）是南非的蔬菜調味醬。其名稱可能源自班圖人茨瓦纳语，但在南非有不同的拼寫方式。另一種對詞源的解釋是，這是一個人為創造的詞彙，模仿了一種或多種恩古尼語或科伊桑语。除了國際上常見的拼寫 Chakalaka 外，也常見 chakka lakka 的寫法。

## 成分與做法
恰卡拉卡的材料包括番茄、紅蘿蔔、甜椒和辣椒、豆類與白菜等蔬菜。根據不同食譜，也會加入大蒜、黑胡椒、咖哩、薑和香菜等調味料。白菜有時也會切絲後用鹽醃漬。
恰卡拉卡傳統上會搭配麵包、乌咖哩、碎玉米（Samp）或作為配菜，搭配南非香腸、霹靂霹靂雞或烤羊肉、豬肉食用。為了中和其辛辣味，有時會與 阿瑪西（一種南非優格）一同食用。

## 起源
關於恰卡拉卡的民族起源，有多種說法。
最廣為流傳的一種版本起源於1950年代。當時南非的礦工沒有太多食物選擇，於是將所有可用食材丟進鍋裡一起煮。這種混合物後來以醬料、湯品或沙拉的形式食用，經過一些改良，演變成今天所知的恰卡拉卡。
另一種說法則認為其源自印度-马来西亚混合風味的沙拉，主要材料包括洋蔥、大蒜、薑、青椒、紅蘿蔔和花椰菜，並以辣椒和咖哩調味。
而以番茄與洋蔥製成的濃稠醬汁形式，恰卡拉卡也是波札那傳統部落料理的一部分。
但一般認為，恰卡拉卡的現代形式大約是在20世紀中期於南非約翰尼斯堡的城鎮發展出來的。